# Dolhești (Suceava)
Dolhești es una comuna ubicada en el distrito de Suceava, Rumania.

## Superficie
Posee una superficie de 41,57 kilómetros cuadrados.

## Demografía
Hasta 2021 la población era de 3312 habitantes, con una densidad de población de 79,67 habitantes por kilómetro cuadrado.